# Harriet Slater (Schauspielerin)

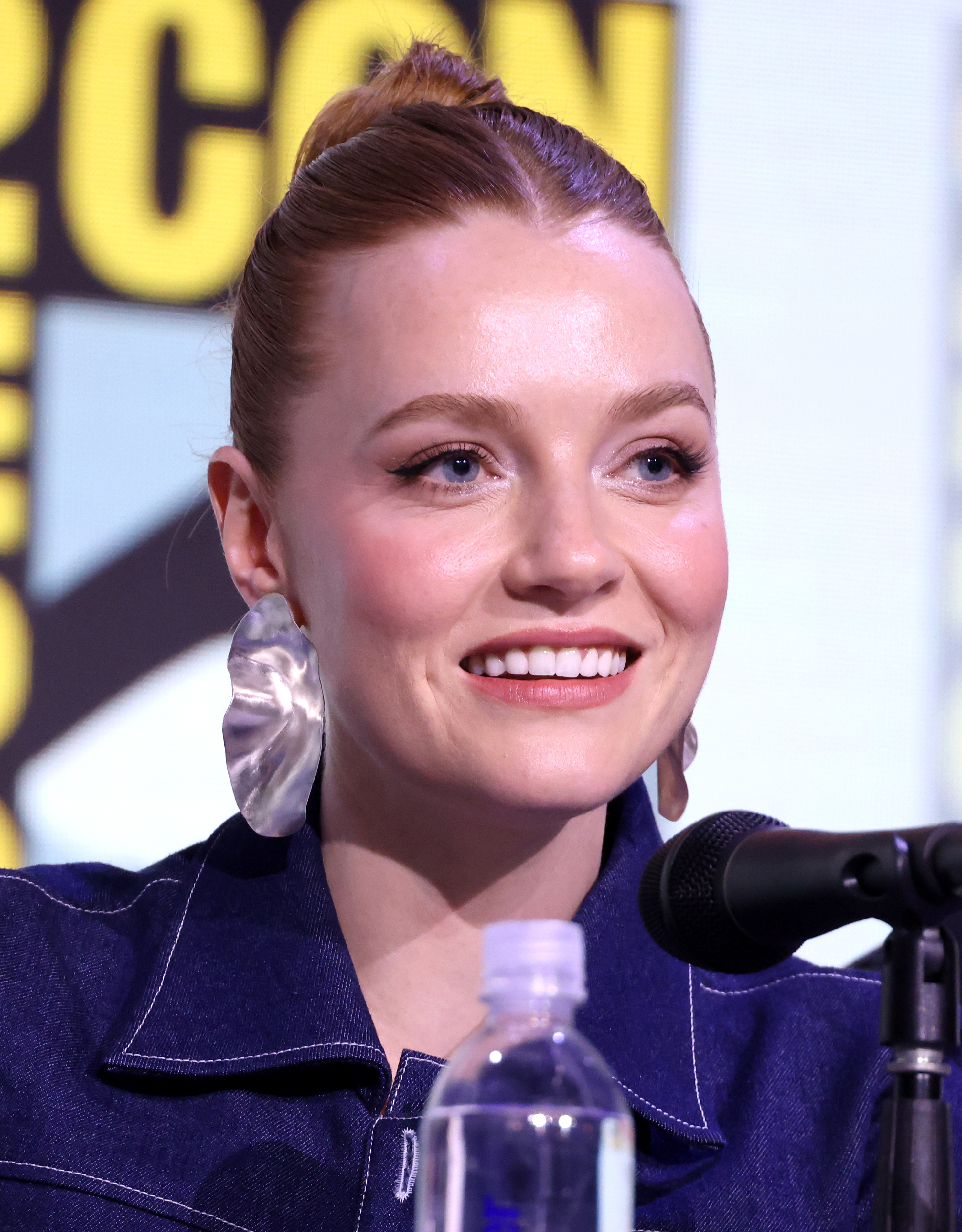
Harriet Slater (2025)

Harriet Slater (* 28. November 1994) ist eine britische Schauspielerin.

## Leben
Erste Schauspielerfahrungen sammelte sie im Alter von sechs Jahren am Little Theatre in Leicester in Annie Get Your Gun als Annies kleiner Bruder. Ihre Schauspielausbildung erhielt sie ab 2013 an der Guildford School of Acting (GSA), die sie 2016 als Bachelor of Arts (Hons) abschloss. Danach debütierte sie am Theatre Royal in Plymouth als Jodie in The Man with the Hammer. 2017 folgte ein Engagement mit der Royal Shakespeare Company als Meretrix/Voluptua in Vice Versa am Swan Theatre sowie im Folgejahr am Storyhouse in Chester als Janet in The Secret Seven.
Von 2019 bis 2022 war sie in der US-amerikanische Krimiserie Pennyworth mit Jack Bannon als Alfred Pennyworth als Sandra Onslow zu sehen. 2020 spielte sie im Fantasyfilm Emily und der vergessene Zauber die Rolle der Kayla. In Indiana Jones und das Rad des Schicksals (2023) übernahm sie die Rolle der Fran. In der im Januar 2024 bei MGM+ veröffentlichten Historienserie  Belgravia: The Next Chapter, einer Fortsetzung von Belgravia – Zeit des Schicksals, von Helen Edmundson hatte sie als Clara Dunn eine Hauptrolle. Anfang 2024 wurde bekannt, dass sie in Blood of My Blood, einem Prequel zur Serie Outlander, als Ellen MacKenzie zur Hauptbesetzung gehören soll. Eine weitere Hauptrolle übernahm sie im Horrorfilm Tarot – Tödliche Prophezeiung (2024) von Spenser Cohen und Anna Halberg.
In den deutschsprachigen Fassungen wurde sie unter anderem von Shalin Rogall in Emily und der vergessene Zauber sowie von Franciska Friede in Der Doktor und das liebe Vieh synchronisiert.

## Filmografie (Auswahl)
- 2018: Stretching the Play (Kurzfilm)
- 2019: Happy New Year (Kurzfilm)
- 2019–2022: Pennyworth' (Fernsehserie)
- 2020: Emily und der vergessene Zauber (Faunutland and the Lost Magic)
- 2020: Der Doktor und das liebe Vieh – Auf Messers Schneide	(All Creatures Great & Small, Fernsehserie)
- 2023: Indiana Jones und das Rad des Schicksals (Indiana Jones and the Dial of Destiny)
- 2024: Belgravia: The Next Chapter (Fernsehserie)
- 2024: Tarot – Tödliche Prophezeiung (Tarot)